# Island Lake (Illinois)
Pour les articles homonymes, voir Island Lake.
Island Lake est un village des comtés de Lake et McHenry dans l'Illinois, aux États-Unis,. Situé en limite des deux comtés, il est incorporé le 25 juin 1952.

## Démographie
Lors du recensement de 2010, le village comptait une population de 8 080 habitants. Elle est estimée, en 2016, à 8 077 habitants.

## Source de la traduction
- (en) Cet article est partiellement ou en totalité issu de l’article de Wikipédia en anglais intitulé « Island Lake, Illinois » (voir la liste des auteurs).